# Ruska plava mačka
Ruska plava mačka je vrlo cijenjena pasmina domaće mačke, prepoznatljiva po svom svilenkastom krznu. Osnovna boja je plava, ali uzgojene su vrste i s crnom i bijelom bojom (koje su priznate od strane ACF i GCCF). Potječe iz Rusije, a prvobitni naziv joj je bio Arhangelsk mačka jer se vjeruje da su je u Englesku (1860. godine) donijeli mornari iz Arhangelska. Kasnije je promijenjen naziv u ruska plava mačka, koji se zadržao do danas.

## Povijest
Malo se zna o porijeklu ruske plave mačke, ali najvjerojatnije je nastala prirodnim putem, da bi se kasnije dobile osobine kakve danas posjeduje.
Nekada je bila lovljena zbog lijepog krzna. Posjedovala ju je engleska kraljica Viktorija, a smatra se da su je uzgajali ruski carevi kao „kraljevsku mačku“. Današnji izgled ruske plave mačke je nastao ukrštavanjem ruskih plavih mački iz Engleske (koje su imale svilenkasto krzno) sa skandinavskim, čije su oči bile tamnozelene boje. Od 1960. godine postaje sve popularnija.

## Fizičke osobine
Ruska plava mačka se može lako razlikovati od drugih rasa, uglavnom zbog njezinog krzna. Priznata je samo plava boja, odnosno, siva s plavim odsjajem preko kojega prelazi svilenkasto-srebrni sjaj. Ovaj sjaj se javlja zbog "dvostrukog" krzna, pri čemu je tamnija boja pri dnu, tako da svjetlija boja dolazi do izražaja na tamnoj podlozi. Kod mladunaca se javljaju pruge koje se gube kada postaju spolno zreli.
Ruska plava mačka je jednostavne građe. Ima malu, okruglu glavu s velikim ušima. Oči su zelene boje (prema pravilima udruženja), ali kod mladunaca se razlikuju, od plave, preko žute i narančaste, do zelene. Tijelo je dugo, s dugim repom.

## Ponašanje
Veoma je razigrana i vrlo privržena vlasniku. Veoma su inteligentne. Stidljive su, ali se to može promijeniti tijekom odrastanja. Također, osim inteligentne, druželjubive su prema drugim životinjama. 